# Baltic Beverages Holding

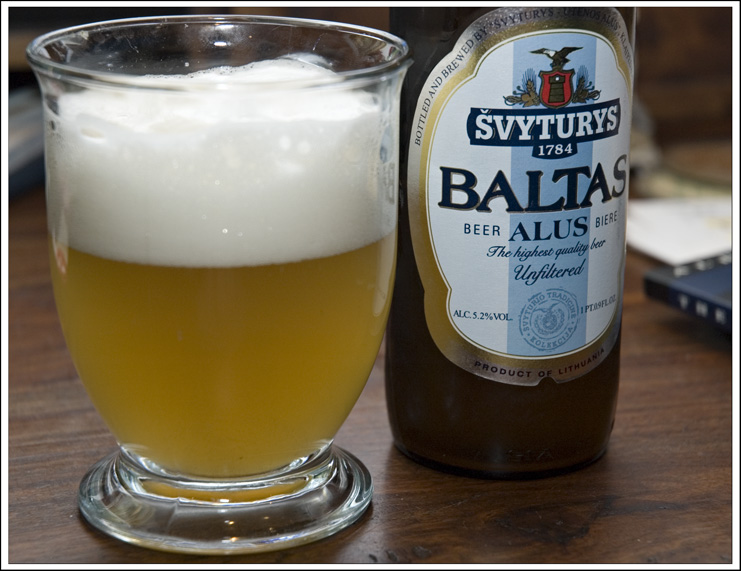
Baltas Cerveza de trigo (5.2% abv)

Baltic Beverages es una compañía cervecera perteneciente al grupo Carlsberg. Es un operador significativo en el industria cervecera en Rusia, Ucrania, Lituania, Letonia, Estonia, Uzbekistán y Kazajistán, posee una notable participación ejecutiva en Baltika. La compañía maneja una gama de 19 marcas, diez de los cuales están en Rusia, cuatro en los países bálticos, tres en Ucrania, uno en Kazajistán y uno en Uzbekistán. La compañía era una sociedad 50 -50  entre Carlsberg y Scottish & Newcastle previo a que Carlsberg realizara la adquisición de S & N en abril de 2008.

## Historia
La compañía fue fundada en 1991 por la cervecería finesa Hartwall y la sueca Pripps.
- Datos: Q805687